# Левкохори
Левкохо̀ри или Клепе (на гръцки: Λευκοχώρι, катаревуса Λευκοχώριον, Левкохорион, до 1926 година Κλέπε, Клепе) е село в Гърция, дем Лъгадина, област Централна Македония с 406 жители (2001).

## География
Селото е разположено на 16 километра западно от Негован (Ксилополи) и на 27 километра югоизточно от Кукуш (Килкис).

## История

### В Османската империя
Щерю Попатанасов пише, че Клепало някога е било населено с власи, впоследствие потурчени. През XIX век Клепе е голямо турско село в Лъгадинската каза на Османската империя. Към 1900 година според статистиката на Васил Кънчов („Македония. Етнография и статистика“) в селото живеят 1000 души турци.

### В Гърция
В 1912 година по време на Балканската война в селото влизат български части. Селото е тероризирано от гръцки андарти, тъй като подкрепя българската власт. През ноември 1912 година гръцки андарти отвличат и убиват 25 души от селото.
След Междусъюзническата война в 1913 година Клепе попада в Гърция. В 1922 година след разгрома на Гърция в Гръцко-турската война мюсюлманското население се изселва и в селото са настанени гърци бежанци. В 1926 година е прекръстено на Левкохори. Според преброяването от 1928 година Левкохори е бежанско село с 83 бежански семейства с 294 души.
| Име         | Име            | Ново име | Ново име | Описание                              |
| ----------- | -------------- | -------- | -------- | ------------------------------------- |
| Бику        | Μπίκου         | Вриси    | Βρύση    | извор на З от Левкохори               |
| Баири       | Μπαΐρια        | Агоно    | Άγονο    | възвишение на СЗ от Левкохори (588 m) |
| Гайтан тепе | Γαϊτάνου Λόφος | Гайтани  | Γαϊτάνι  | възвишение на СЗ от Левкохори (544 m) |
| Клепе Курия | Βλέπε Κουρί    | Дасаки   | Δασάκι   | местност на СИ от Левкохори           |
| Меше        | Μεσέ           | Месиес   | Μεσιές   | връх на СИ от Левкохори (719,4 m)     |
| Текмезари   | Τεκμεζάρι      | Мнима    | Μνήμα    | връх на СИ от Левкохори (729 m)       |

## Личности
Починали в Левкохори
- Хараламби Илиев Кръстев, български военен деец, подпоручик, загинал през Междусъюзническа война[8]